# 23121 Michaelding
23121 Michaelding è un asteroide della fascia principale. Scoperto nel 2000, presenta un'orbita caratterizzata da un semiasse maggiore pari a 2,738287 UA e da un'eccentricità di 0,056208, inclinata di 6,379636° rispetto all'eclittica. Ha un diametro di 3,423 km e un'albedo di 0,239.